# Асеновградська малага
Асеновградська малага (також Малага або Станімашка малага) — червоне десертне вино, що виготовляють з сорту винограду Мавруд.
Щодо цього типу вина існує легенда, згідно якої цей напій, коли його тільки почали виготовляти, був густий і темний, з терпким солодким смаком, що не мало жодне інше вино.

## Історія виробництва Асеновградської малаги
Вважається, що вперше створив Асеновградськуа малагу грек Арістідіс Чорбаджака, виробництвом якої він займався до 1947 року.
Потім виноробню монополізували і протягом 1952—1956 років перетворили на Державне підприємство «Винзавод», але, незважаючи на залучення таких фахівців, як головний технолог Христо Бакалов, відтворити рецептуру вина не вдавалося.
Тому керівництвом біло вирішено було взіти на роботу попереднього виробника Арістідіса Чорбаджака.
Його робота мала полягати в консультаціях для працівників заводу від вирощування винограду до технології приготування напою.
На жаль, планам не вдалося реалізуватися — Чорбаджака захворів і йому була необхідна операція. Він їде в Софію до прийомного сина Трайко для лікування, але через невдале оперативне втручання 27 червня 1958 року помирає.
Того ж року, молодий технолог Георгій Димитров під керівництвом Бакалова, після удосконалення рецептури, виробив перші п'ять тон «Станімашки Малаги», що були гідно оцінені винними гурманами.

## Особливості виготовлення
Виготовлення вина цього разу здійснювалося за певною технологією. Зокрема, вирощений виноград розділили на дві частини. Одну пропускають через сушильню, а іншу — кип'ятять у вакуумі до отримання концентрату з вмістом цукру до 65 % . Потім Малагу ферментують та додають грона винограду. Це робиться для того, щоб досягти показників цукру 4-6 % та міцності спирту 14-16 градусів.
Більшість виготовленої продукції винзаводу під назвою «Асеновградська Малага» експортується до Федеративної республіки Німеччина. Це питання дуже хвилює інших виробників, що займаються вирощування винограду цього ж сорту — іспанців. Але, поки що винзавод залишається єдиним виробником цього вина.

## Використані джерела
- 1 [Архівовано 20 червня 2016 у Wayback Machine.]
- 2 [Архівовано 30 травня 2016 у Wayback Machine.]